# Pravi ranjak
Pravi ranjak (znanstveno ime Anthyllis vulneraria) je zelnata trajnica iz družine metuljnic.

## Opis
Pravi ranjak zraste v višino do 50 cm in ima enojno steblo. Pritlični listi so pecljati in imajo velik končni listič, lahko pa tudi manjše število stranskih lističev. Stebelni listi so sedeči in so enkrat pernato deljeni na jajčaste do suličaste celorobe lističe. Cvetovi so cevasti in svetlorumeni ali oranžno-rumeni, združeni pa so v gosta glavičasta socvetja, pod katerimi je od tri do sedem ovršnih listov. Venec je dolg 1-2cm. Plod je strok, v katerem je posamično seme. Korenina je vretenasta.  
Raste po pustih travnikih na apnenčasti podlagi po vsej Evropi vse do Kavkaza, v Sloveniji pa cveti od maja do avgusta.

## Podvrste
Navadni ranjak ima mnogo podvrst, od katerih so najpomembnejše:
- A. vulneraria subsp. abyssinica (Sagorski) Cullen
- A. vulneraria subsp. alpestris (Kit.) Asch. et Gr.
- A. vulneraria subsp. baldensis (Kerner) Becker
- A. vulneraria subsp. busambarensis (Lojac.) Pign.
- A. vulneraria subsp. carpatica (Pant.) Nyman
- A. vulneraria subsp. forondae (Sennen) Cullen
- A. vulneraria subsp. iberica (W.Becker) Jalas
- A. vulneraria subsp. maura (Beck) Lindb.
- A. vulneraria subsp. polyphylla (D.C.) Nyman
- A. vulneraria subsp. polyphylla (D.C.) Nyman x affinis Brittinger ex Kerner
- A. vulneraria subsp. praepropera (Kerner) Bornm.
- A. vulneraria subsp. praepropera (Kerner) Borm. x adriatica Beck
- A. vulneraria subsp. pulchella (Vis.) Bornm.
- A. vulneraria subsp. vulneraria
- A. vulneraria subsp. vulnerarioides (All.) Arcang.
- A. vulneraria subsp. vulnerarioides (All.) Arcang. x bonjeanii Beck
- A. vulneraria subsp. weldeniana (Rchb.) Cullen
- A. vulneraria subsp. weldeniana (Rchb.) Cullen x tricolor Vukot.
- A. vulneraria subsp. weldeniana (Rchb.) Cullen x versicolor Sagorski
- A. vulneraria subsp. valesiaca (Becker) Guyot